# 皮特金 (科罗拉多州)
皮特金（英語：Pitkin），是美国科罗拉多州甘尼森县下属的一座城市。建市于1880年4月5日，面积大约为0.27平方英里（0.699平方公里）。根据2010年美国人口普查，该市有人口66人。2011年估计该市有人口66人，相比2010年人口增长率为0.00%。同时，论人口该市是科罗拉多州第264大城市。